# Deres tapló
A deres tapló (Ganoderma applanatum) a pecsétviaszgombafélék családjába tartozó, világszerte előforduló, korhadó fatörzseken élő, nagy termetű taplógombafaj.

## Megjelenése
A deres tapló termőteste viszonylag nagy, szélessége 10-40 cm (ritkán akár 75 cm is lehet), vastagsága 5-10 cm, legyező vagy felkör alakú, szabálytalan is lehet. Felszíne körkörösen barázdált, lépcsőzetes, vékony (0,2-0,5 mm) kéreg borítja. Színe barnás, szürkésbarnás, matt; növekedő széle fehér.
Alsó termőrétege szűk (4-6/mm), kerek pórusokból áll, csövei a növekedési időszakok szerint rétegezettek, a 4-12 mm vastagságú rétegek között sötét választóvonallal. A pórusok kezdetben fehéresek, nyomásra-sérülésre gyorsan barnulók - akár rajzolni is lehet rá.
Húsa kemény, fás, barnás-rozsdabarnás, fehéren foltos, csíkos. Szaga gombaszerű, íze keserű. 
Spórapora barna-vörösbarna. Spórája ellipszoid, egyik végén csapott, sima felületű, dupla falú, mérete 6,5-8,5 x 4,5-6 μm.

### Hasonló fajok
Közeli rokonaival, a vastagkérgű taplóval vagy az óriás lakkostaplóval lehet összetéveszteni.  

## Elterjedése és termőhelye
Kozmopolita faj, ez egész világon előfordul. Magyarországon gyakori. 
Elhalt meg meggyengült lombos- ritkábban fenyőfák törzsén található meg, azok anyagában korhadást okoz. Évelő, több évtizedig is elélhet.
Nem ehető. A gyógyászatban hasznosítható hatóanyagokat tartalmaz, ezért felmerült termesztésének lehetősége is. A távol-keleti hagyományos gyógyászat régóta ismeri. Bár ehetetlenül kemény, ételekbe főzve fűszerként is felhasználják. 

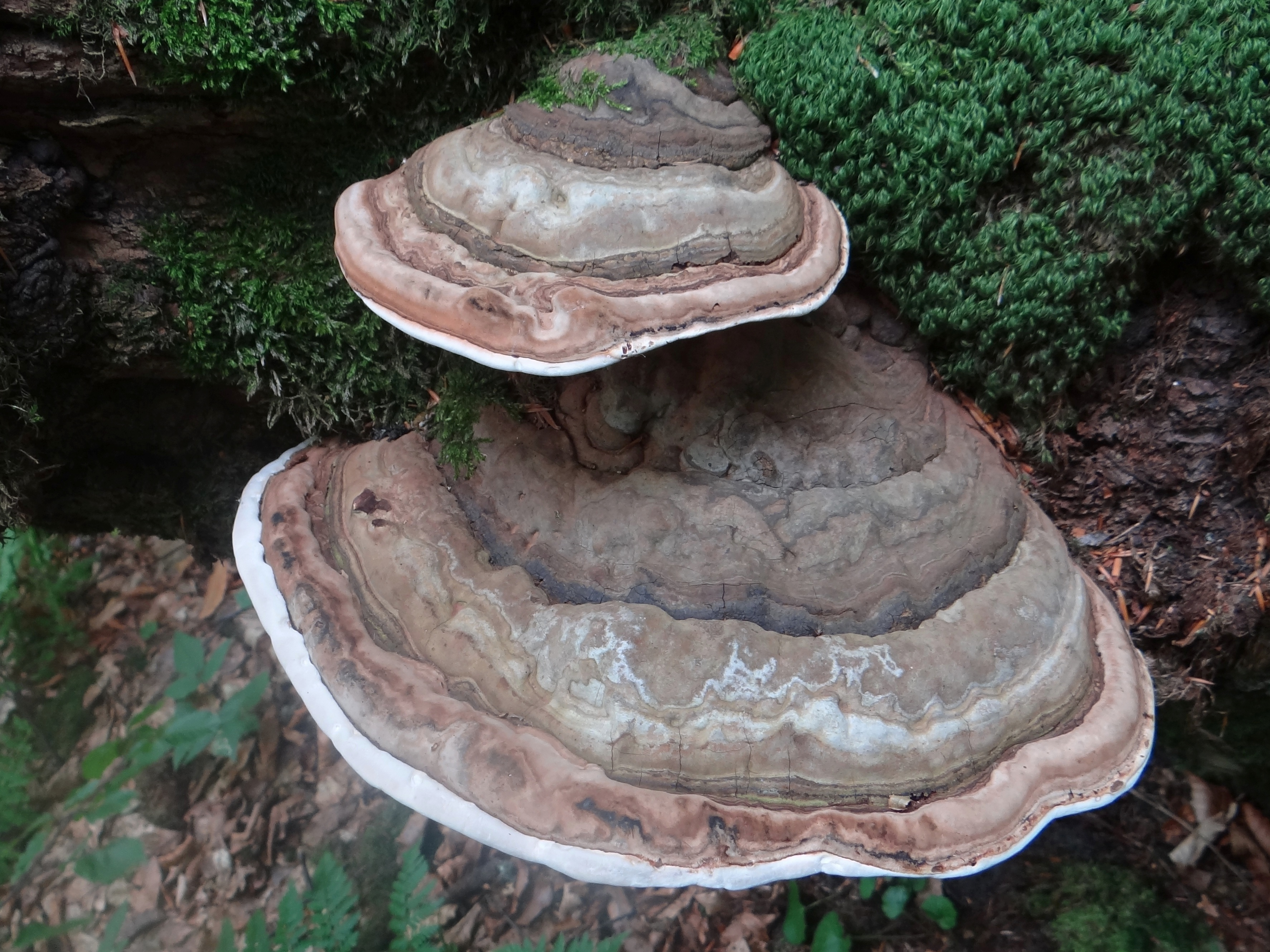
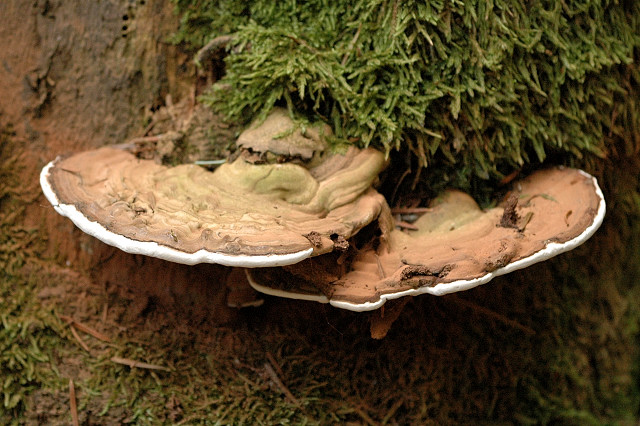
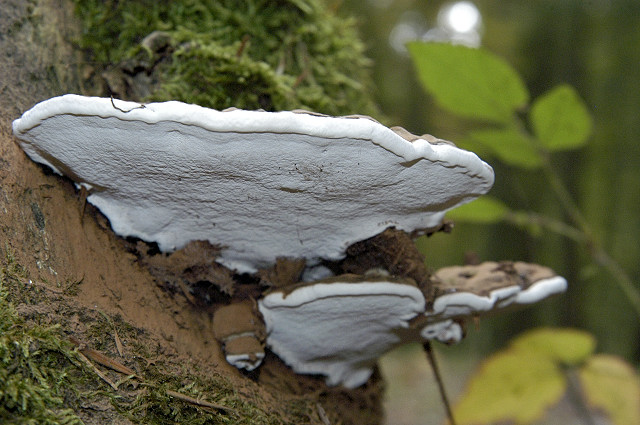
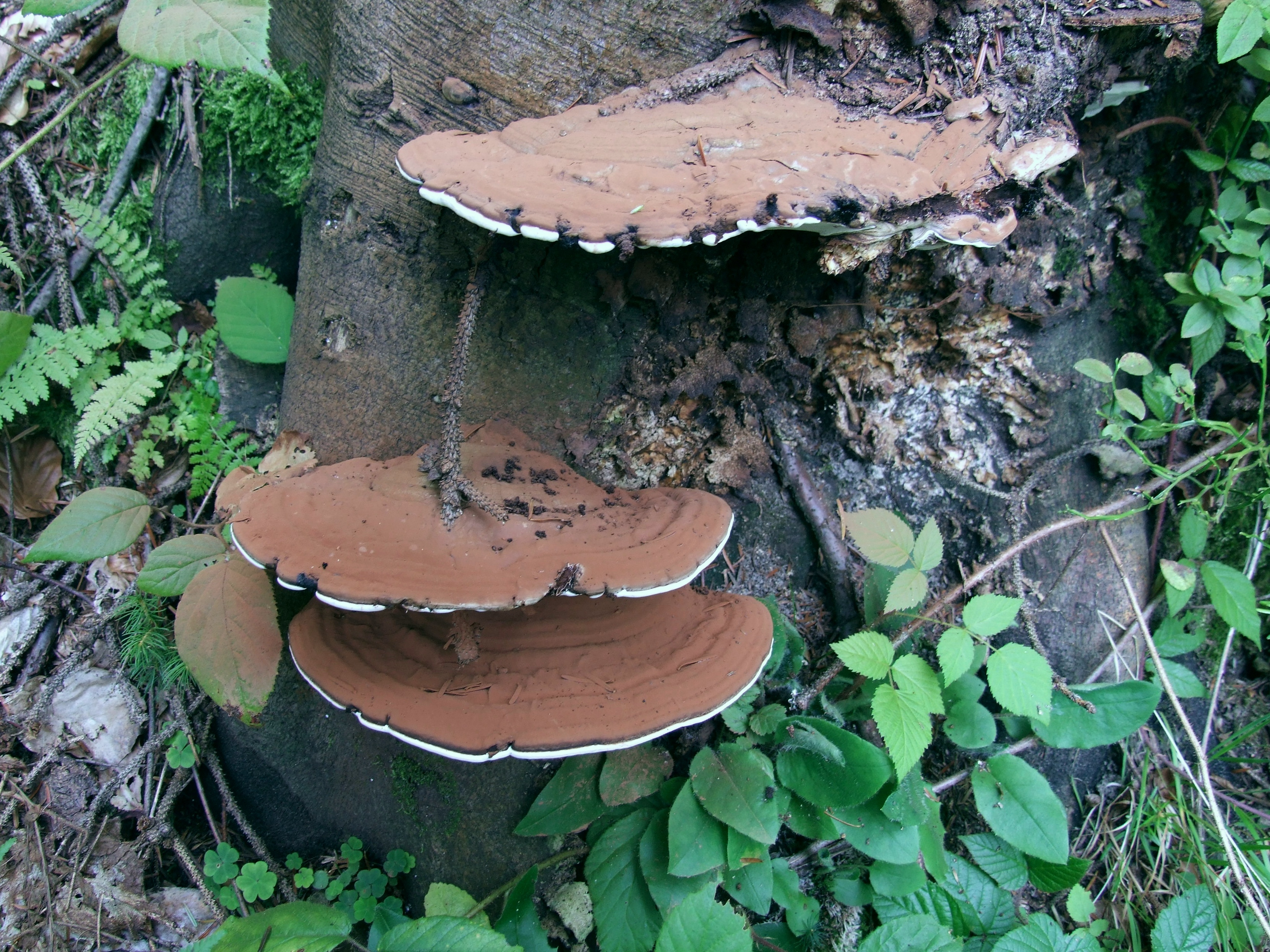
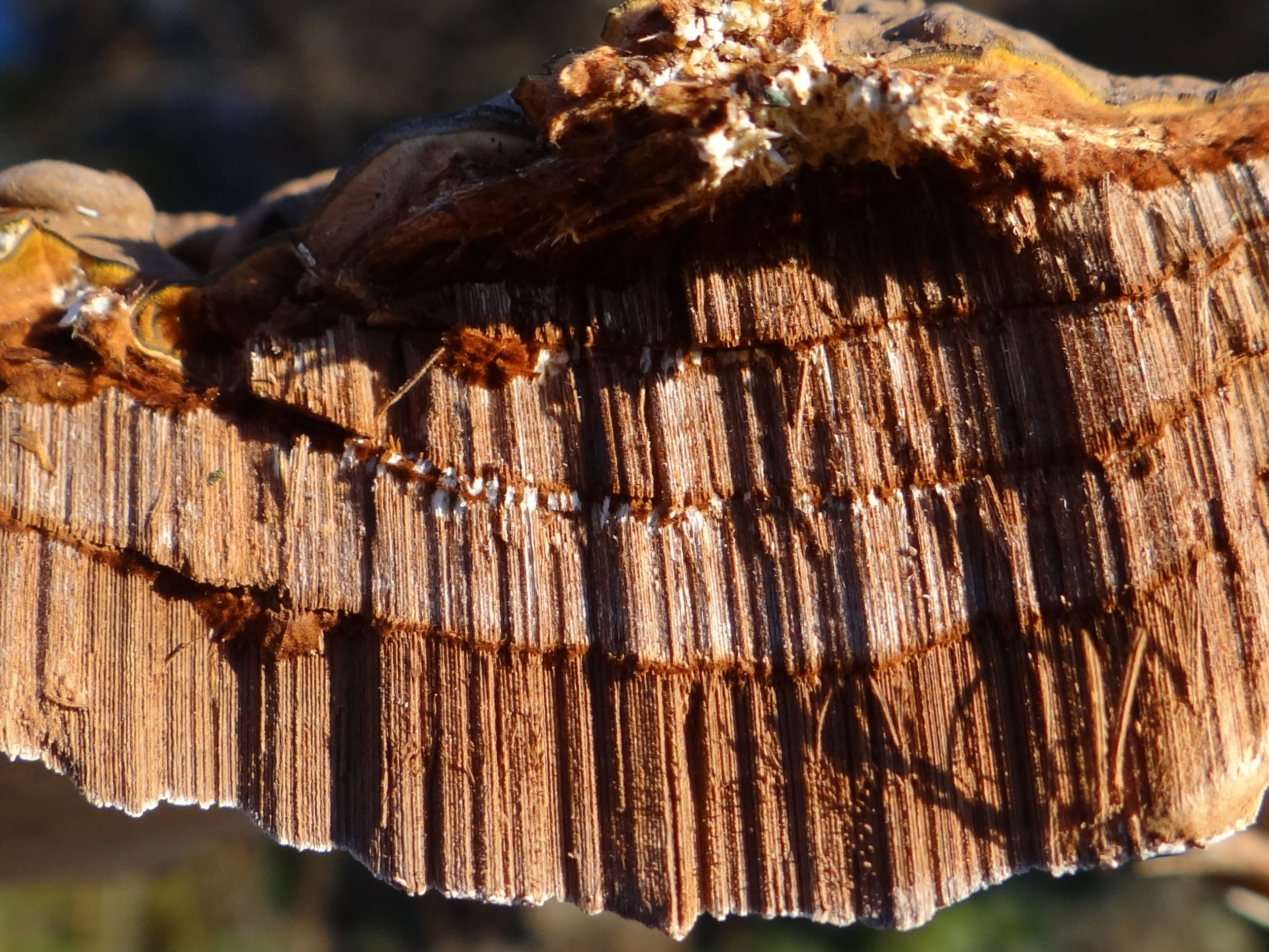